# Włodzimierz Nast
Włodzimierz Adam Nast (ur. 14 stycznia 1942 w Warszawie, zm. 18 kwietnia 2020 tamże) – polski duchowny i teolog ewangelicko-augsburski, działacz ekumeniczny, doktor nauk teologicznych, były wieloletni nauczyciel akademicki Chrześcijańskiej Akademii Teologicznej w Warszawie, p.o kierownika Katedry Ewangelickiej Teologii Praktycznej ChAT. Emerytowany proboszcz parafii ewangelicko-augsburskiej św. Trójcy w Warszawie. W latach 1992–2007 Członek Synodu Kościoła.

## Życiorys

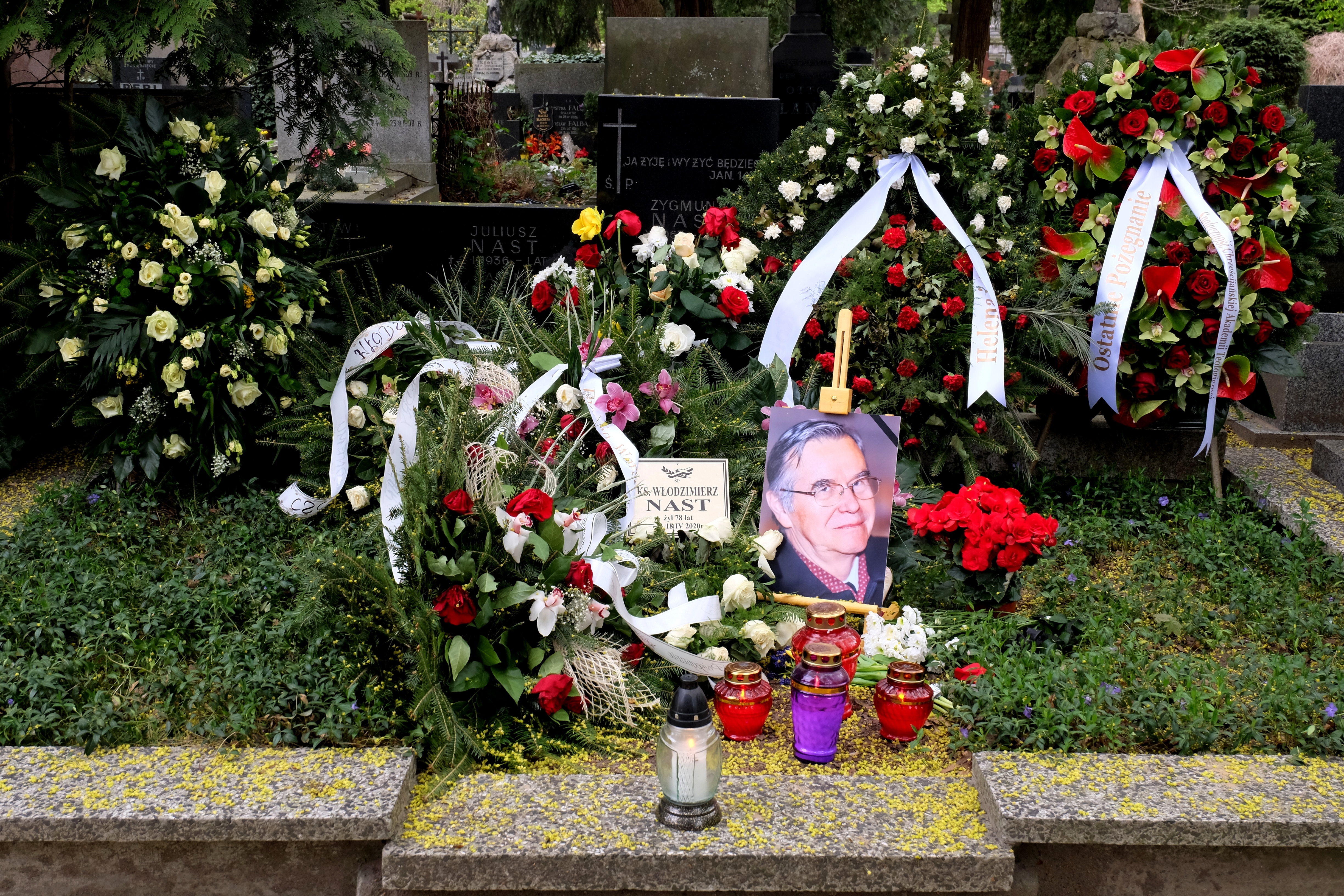
Grób ks. Włodzimierza Nasta na cmentarzu ewangelicko-augsburskim przy ul. Młynarskiej w Warszawie

Był synem Zygmunta Ryszarda Nasta i Teodory z d. Kuske. Maturę uzyskał w 1959 r. w Liceum im. Tomasza Zana w Pruszkowie. Ordynowany na księdza w 1963 r. w kościele ewangelickim św. Trójcy w Warszawie. W latach 1963–1964 wikariusz parafii w Krakowie. Od 1964 r. posługiwał w parafii św. Trójcy w Warszawie, początkowo w latach 1964-1979 jako wikariusz, następnie w latach w 1979–1995 jako proboszcz pomocniczy, a w latach 1995–2007 jako proboszcz, aż do przejścia na emeryturę. W latach 1977–1979 piastował funkcję administratora parafii w Węgrowie. W latach 1997–2001 Radca konsystorza, jednocześnie w latach 1996–2007 radca duchowny diecezji warszawskiej.
W latach 1978–2007 wykładowca akademicki Chrześcijańskiej Akademii Teologicznej w Warszawie.
Pogrzeb ks. dra Włodzimierza Nasta odbył się 24 kwietnia 2020 r. na warszawskim cmentarzu ewangelicko-augsburskim (aleja 65-41). Ceremonia pogrzebowa, z uwagi na czas epidemii, odbyła się w gronie najbliższej rodziny zmarłego.